# اس‌ام یوسی-۱۰۲
اس‌ام یوسی-۱۰۲ (به انگلیسی: SM UC-102) یک زیردریایی بود که طول آن ۱۸۵ فوت ۵ اینچ (۵۶٫۵۲ متر) بود. این زیردریایی در سال ۱۹۱۸ ساخته شد.